# サミ・ユスフ
サミ・ユスフ（英語: Sami Yusuf、1980年7月21日 - ）は、イギリスの歌手、作詞家、マルチプレイヤー、作曲家。
2003年にデビューアルバム『Al-Muʽallim』をリリースし、世界的に注目を集める。2020年現在、8枚のスタジオ・アルバム、5枚のライブ・アルバム、1枚のコンピレーション・アルバムをリリースしている。
スタジオアルバムは、ほとんどがAndante Recordsからリリースされ、最初の2枚はAwakening Recordsからリリースされた。
彼は2016年現在、3400万枚以上のアルバムを販売している。